# Roberta Angelilli
Roberta Angelilli (ur. 1 lutego 1965 w Rzymie) – włoska polityk, deputowana do Parlamentu Europejskiego IV, V, VI i VII kadencji.

## Życiorys
Absolwentka nauk politycznych na Uniwersytecie Rzymskim „La Sapienza”. Zaangażowała się w działalność polityczną w ramach postfaszystowskiego Włoskiego Ruchu Socjalnego (MSI). W latach 1993–1996 pełniła funkcję sekretarza Fronte della Gioventù, organizacji młodzieżowej tego ugrupowania. Następnie była przewodniczącą lokalnej Azione Giovani, związanej z Sojuszem Narodowym. Zaangażowała się w działalność organizacji pozarządowej Movimento Comunità, w latach 1985–1992 kierowała stowarzyszeniem ekologicznym Fare Verde.
W 1994, 1999 i 2004 uzyskiwała mandat posłanki do Parlamentu Europejskiego z listy Sojuszu Narodowego (współtworzącego w 2009 w Lud Wolności). W VI kadencji PE zasiadała m.in. w Komisji Praw Kobiet i Równouprawnienia oraz w Komisji Wolności Obywatelskich, Sprawiedliwości i Spraw Wewnętrznych, a także delegacjach Unii Europejskiej do spraw stosunków z Afganistanem i z państwami rejonu Zatoki Perskiej. W 2009 skutecznie ubiegała się o reelekcję z listy PdL, zasiadając w PE do 2014. W 2013 przystąpiła do partii Nowa Centroprawica. Później związana z ugrupowaniami Identità e Azione oraz Bracia Włosi.
W 2023 powołana w skład władz Lacjum, została zastępczynią prezydenta regionu oraz asesorem do spraw rozwoju gospodarczego, handlu i przemysłu.